# Partido Republicano Democrático (San Vicente y las Granadinas)
El Partido Republicano Democrático (en inglés: Democratic Republican Party), abreviado como DRP, fue un partido político de tendencia derechista que existió en San Vicente y las Granadinas entre 2012 y 2020. Fue liderado por la predicadora cristiana Anesia Baptiste.
Fue anunciado como fuerza política el 23 de agosto de 2012. El DRP presentó su primera lista de seis candidatos primerizos para las elecciones generales del 9 de diciembre de 2015. Todos estos seis nominados del DRP eran candidatos políticos por primera vez. El partido lanzó un manifiesto defendiendo un sistema republicano de gobierno y una serie de creencias cristianas como base, oponiéndose al gobierno de Ralph Gonsalves y al Partido de la Unidad Laborista, a quienes consideraba «comunistas». En los comicios el partido emergió como la tercera fuerza más votada, aunque solo obtuvo 154 votos y todos sus candidatos perdieron sus depósitos.
El 9 de octubre de 2020, poco antes de las siguientes elecciones generales, Baptiste declaró que se retiraría de la política para dedicarse exclusivamente a la prédica religiosa, lo que resultó definitivamente en la extinción del partido.